# Bradina admixtalis
Espèce
Bradina admixtalis est une espèce de lépidoptères de la famille des crambidés.

## Répartition
On le rencontre en Asie, Australie, en Afrique et aussi sur les îles de l'océan Indien.

## Description
Bradina admixtalis a une envergure d'environ 20 mm. Ses larves se nourrissent d'herbes.

## Synonymes
- Botys admixtalis Walker, 1859
- Botys leptogastralis Walker, 1866
- Botys panaeusalis Walker, 1859
- Pleonectusa tabidalis Lederer, 1863
- Pleonectusa sodalis Lederer, 1863
- Botys leptogastralis Walker, [1866]
- Spoladea avunculalis Saalmüller, 1880
- Pleonectusa pallidalis Warren, 1896